# 2-ге послання Тимофію
Друге послання до Тимофія — друге з послань Апостола Павла до свого учня та вірного супутника Тимофія, книга Нового Заповіту написана  в 67 р. н.е., незадовго до страти апостола Павла.
Два листи до Тимотея і один до Тита становлять окрему групу листів апостола Павла. Їх зазвичай називають пастирськими листами, бо у них не містяться догматичні чи моральні повчання, а лише говориться про особливості, завдання та обов'язки пастирів Церков.

## Час і місце написання
Друге послання було написане під час другого ув'язнення апостола Павла, найімовірніше у 67 році. Апостол бачить своє близьке закінчення земного життя (2 Тим. 4:6) та користається нагодою звернутися з настановами до своїх учнів.

## Походження Тимофія
Як повідомляють Дії Апостолів, Тимотей був сином юдейки Евніки (2 Тим. 1:5), що навернулася в християнство, і елліна (грека) та жив у Лістрі в провінції Лікаонії. Він навернувся у християнство, ймовірно, під впливом проповідей апостола Павла у Лістрі під час його першої подорожі (Дії 14:5-23, Дії 16:1), близько 48-49 р. н.е. 

## Зміст листа, та його розділи
- Вітання (2 Тим. 1:1-2)
- Бажання бачити Тимофія, і настанови до нього (2 Тим. 1:3-14)
- Вірні і невірні учні апостола (2 Тим. 1:15-18)
- Апостольська праця і нагорода (2 Тим. 2:1-13)
- Боротьба з єретиками і заклик триматися істини (2 Тим. 2:14-21)
- Про гідну поведінку (2 Тим. 2:22-26)
- Лихі будуть останні часи. Зіпсутість моралі в останні дні (2 Тим. 3:1-9)
- Побожні будуть переслідувані. Стійкість у вірі (2 Тим. 3:10-17)
- Обов'язки Тимотея. Заклик проповідувати (2 Тим. 4:1-5)
- Павло передчуває свою смерть (2 Тим. 4:6-9)
- Про учнів, вітання і останні настанови (2 Тим. 4:10-22)

Апостол Павло, будучи в черговий раз ув'язненим у Римі, відчував себе самотнім і покинутим. Він усвідомлював, що його земне життя мало найближчим часом закінчитися. 2 Тимофію фактично є «останнім словом» Павла. Він не зважав на свої власні обставини, а прагнув висловити занепокоєння щодо церкви та, особливо, Тимофія. Павло хотів використати свої останні слова для підтримки Тимофія та всіх інших віруючих у збереженні віри (3:14) та проголошенні Євангелія Ісуса Христа (4:2).
Важливі вірші: 2 Тимофію 1:7: «Адже Бог не дав нам духа страху, але духа сили, любові й розсудливості» (тут і далі – сучасний переклад Українського Біблійного Товариства).
2 Тимофію 3:16–17: «Усе Писання богонатхненне й корисне для навчання, для докору, для виправлення, для виховання в праведності, щоби Божа людина була досконала, на всяке добре діло готова».
2 Тимофію 4:2: «Проповідуй Слово, утверджуй за сприятливих і несприятливих обставин, докоряй, потішай, закликай – з усякою терпеливістю і повчанням».
2 Тимофію 4:7–8: «Я звершив добрий подвиг, свій біг закінчив, віру зберіг. А тепер приготовлено мені вінець праведності, який того дня дасть мені Господь, справедливий Суддя, і не лише мені, а й усім, хто полюбив Його прихід».
Коротке резюме: Павло просить Тимофія зберігати завзяття, слідуючи за Христом, і залишатися непохитним у дотриманні Його вчення бо досить легко відволіктися від християнського життя. (1:1–2, 13–14). Ап. Павло нагадує йому про необхідність уникати нечестивих вірувань і занять, та тікати від усього аморального (2:14–26). В останній час будуть як інтенсивні переслідування, так і відступництво від християнської віри (3:1–17). Павло завершує наполегливим закликом до віруючих твердо стояти у вірі та завершити «біг» переможцями (4:1–8).
Павло прагнув застерегти Тимофія та його паству щодо небезпеки псевдовчителів. Він пригадав історію про єгипетських магів, що виступали проти Мойсея (Вихід 7:11, 22; 8:7, 18, 19; 9:11). Хоча їхні імена і не згадуються в Старому Завіті, традиція навчає, що ці чоловіки спровокували створення золотого тільця та були вбиті разом з іншими ідолопоклонниками (Вихід 32). Павло провіщає таку ж долю для тих, хто чинить опір Христовій істині, кажучи, що їхнє безумство врешті-решт «стане очевидним для всіх» (2 Тимофію 3:9).
Християнам слід зосередитися на нагороді – переможному вінці на небесах від Ісуса Христа (2 Тимофію 4:8). Вони мають прагнути уникати хибних доктрин і нечестивих занять. Цього можна досягти, лише засновуючи знання на Слові Божому й категорично відмовляючись приймати те, що суперечить Біблії. 